# 法要
法要（ほうよう）とは、仏教において釈迦の教え（仏法）を知り、仏法の要点・肝要を知ることを意味する。
その後、転用により、法事・仏事・法会などの儀式祭礼などの仏教行事一般のことをいうようになった。寺の創立記念や落慶（新しい堂宇の完成記念）や仏像の開眼などの慶事も含む。
日本では、しだいに故人の供養（追善供養）のことを指すようになり、一般的に死者を弔う儀式をさすようになった。法事（ほうじ）、仏事ともいう。

## 追善法要
追善法要（ついぜんほうよう）は、亡くなった者に対し、その者の冥福を祈って行われる法要または読経のことをいい、追福・追薦ともいう。
亡くなった者の命日に法事を営んで供養することを追善供養と称する。中陰法要（四十九日）も同様。日本では位牌と遺影を正面に置き、僧侶が読経する。

## 逆修
自分より先に亡くなった年長者に対して冥福を祈る法要を追善（供養）というのに対し、生きている間に自分の死後に対してまたは自分より若くして亡くなった者（子や孫など）に対して冥福を祈る法要を逆修（ぎゃくしゅ、逆修善・逆修法会）と称される。なお、生きている間に建墓し、その墓石に自らの名前または戒名を朱書きすることを「逆修の朱（ぎゃくしゅのしゅ）」という。また、その墓石を「逆修塔」という。ちなみに、「逆修」には迷いにより仏教における真理から離れることという意味もある。

## 寿塔
逆修に似たもので生前に建立する塔婆に寿塔がある。